# بنات العم (فلم)
بنات العم، فيلم مصري كوميدي فانتازي إنتاج عام 2012، من إخراج أحمد سمير فرج، بطولة أحمد فهمي وشيكو وهشام ماجد ورجاء الجداوي وصلاح عبد الله وأيتن عامر.
يتحدث عن ثلاث بنات تصبهن لعنة غريبة فيتحولوا إلى رجال وبين صدمة التحول والوعي يحاولن طوال الفيلم فك اللعنة.

## القصة
تدور أحداث الفيلم حول ثلاث فتيات تربطهن علاقة العمومية هن شوق (أحمد فهمي) وشاهندا (هشام ماجد) وشيماء (شيكو) يقيمن مع جدتهن تاتا بطة (رجاء الجداوي). يتطلع الفتيات إلى بيع القصر الذي يقيمن فيه أملا في الحصول علي بعض الأموال التي تساعد على تحقيق أمنياتهن ورغباتهن فيتوجهن إلى عزيز الهانش (إدوارد) لشراء القصر فتحاول الجدة منعهن محذرة إياهن من الإصابة بلعنة كما حدث لأجدادهن، إلا أن الفتيات يرفضن العمل بالنصيحة ويصرن على بيع القصر فيصبن بلعنة غريبة، حيث يتحولن إلى رجال فيسعن إلى استرداد القصر الذي يرفض عزيز الهانش إعادته لهن. وبين الصدمة والوعي يحاولن طوال أحداث الفيلم فك تلك اللعنة والعودة إلى طبيعتهن.

## فريق العمل
| - أحمد فهمي:شوق - هشام ماجد:شاهندة - شيكو:شيماء - إدوارد:عزيز الهنش - يسرا اللوزي:دوللي - رجاء الجداوي:الجدة بطة - حسن مصطفى:الجد حفظي - صلاح عبد الله:الجدة بطة - أحمد فتحي: عاطف - أيتن عامر:شوق - سالي سعيد:شاهندة - سلمي حافظ:شيماء - أيمن منصور.. بسيط - بدرية طلبة: معلمة الرقص - حسن الرداد: ضابط الشرطة المزيف - أحمد فهمي.. ضيف شرف - تامر شلتوت: المذيع - مجدي عبد الحليم:سائق التاكسي - نيفين عبد العاطي:هند صديقة كريم - بيومي فؤاد:طبيب المستشفى | - إيمان يونس:ممرضة المستشفي - أحمد النمرسي:دكتور الجامعة - نشوى سلامة:دكتورة الجامعة - حازم فؤاد:مدير أعمال شوف - محمد عبد المنعم:طالب بالجامعة - ياسر ربيع: طالب بالجامعة - علي ربيع :شاب الكومبيوتر - منة:ابنة شوق - بسيمة برسيخ:جارة عاطف - رنا شلبي:شوق طفلة - ليلى عدنان:شاهندة طفلة - جيرمين أشرف:شيماء طفلة - ريهام سامي:بوسي - محمد علي رزق:زوج بوسي - محمد أسامة:بائع المحل - محمد رجب:عامل المخزن |

## روابط خارجية
- مقالات تستعمل روابط فنية بلا صلة مع ويكي بيانات